# PGC 199324
LEDA/PGC 199324 ist eine Galaxie im Sternbild Bildhauer am Südsternhimmel. Sie ist schätzungsweise 660 Millionen Lichtjahre von der Milchstraße entfernt und hat einen Durchmesser von etwa 80.000 Lichtjahren.  Vom Sonnensystem aus entfernt sich das Objekt mit einer errechneten Radialgeschwindigkeit von näherungsweise 14.800 Kilometern pro Sekunde.
Im selben Himmelsareal befinden sich u. a. die Galaxien PGC 692,  PGC 650512, PGC 651361, PGC 651376.